# Paulina Lira
Paulina María Lira Teillery es una astrónoma chilena Doctora en Astronomía de la Universidad de Edimburgo y actualmente Profesora Titular del Departamento de Astronomía (DAS) de la Facultad de Ciencias Físicas y Matemáticas de la Universidad de Chile. También es parte del Centro de Astrofísica y Tecnologías Afines (CATA).

## Biografía
Paulina María Lira Teillery realizó sus estudios de pregrado en la Facultad de Físicas de Ciencias Físicas y Matemáticas  de la Universidad de Chile, donde obtuvo un grado de Licenciada en Física en 1992. En 1995 obtuvo su título de Magíster en Astronomía en esa misma universidad. Posteriormente obtuvo su Doctorado en Astronomía en la Universidad de Edimburgo, Reino Unido (1999).
El año 1999 recibió el premio Cormack Postgraduate Research Prize.
Entre 1999 a 2002 realizó un posdoctorado en la Universidad de Leicester, Inglaterra.
Desde el año 2002 es Profesora del Departamento de Astronomía (DAS) de la Facultad de Ciencias Físicas y Matemáticas de la Universidad de Chile desde 2002. Desde el año 2019 lleva el cargo de Profesora Titular, el cargo de más alta jerarquía en dicha universidad.
A lo largo de su carrera, ha recibido distinciones, tales como la Beca de inserción de la Fundación Los Andes Además, actualmente es parte del Centro de Astrofísica y Tecnologías Afines (CATA) y ha sido miembro de numerosos workshops y conferencias tanto a nivel nacional como internacional.
En 2014 la revista científica Monthly Notices of Royal Astronomy Society publicó un artículo del trabajo de ella junto a los científicos Dan Capellupo y Hagai Netzer, de la Universidad de Tel Aviv, Benny Trakhtenbrot del Institute of Astronomy de Zúrich y Julián Mejía-Restrepo de la Universidad de Chile. El artículo titulado "Active Galactic Nuclei at z~1.5:I Spectral energy distributions and accretions discs" presentó los resultados de la observación de 40 agujeros negros desde el Very Large Telescope (VLT) del observatorio Cerro Paranal y, en particular, el código que permite calcular la rotación de los agujeros negros.
A nivel nacional, su trabajo a su destacado en numerosos medios de difusión y comunicación chilenos por su trabajo e investigación sobre agujeros negros, tales como en el desarrollo de modelos que expliquen su comportamiento, en métodos para calcular su masa, estableciendo relaciones entre el brillo y la dieta de agujeros negros, entre otros.

## Investigación
Paulina Lira se halla interesada en los núcleos activos de galaxias (AGN en inglés), mientras trata de entender las propiedades de una gran muestra de AGN. Por otra parte, se encuentra investigando un pequeño grupo de galaxias Seyfert utilizando telescopios SMARTS para determinar tanto las curvas de luz del infrarrojo cercano (NIR) y curvas de luz ópticos. También se halla interesada en el oscurecimiento de las AGN, así como estar interesada en los mecanismos de retroalimentación que operan en los AGN así como en los potentes estallidos de las estrellas, para lo cual estamos iniciando un programa que trata de determinar la presencia de vientos a gran escala en galaxias infrarrojas ultraluminosas cercanas (ULIRG en inglés) y galaxias de gran desplazamiento al rojo y en agujeros negros binarios.
También estuvo encargada de desarrollar el Software que permitió medir la rotación de los agujeros negros, cuya investigación fue publicada por la revista Monthly Notices of Royal Astronomy Society.

## Publicaciones seleccionadas
Nota: Se mencionan parte de los artículos científicos publicados por Paulina Lira; para ver la lista completa, véase el portafolio académico.
- Gronwall, Caryl; Ciardullo, Robin; Hickey, Thomas; Gawiser, Eric; Feldmeier, John J.; Dokkum, Pieter G. van; Urry, C. Megan; Herrera, David et al. (2007-9). «Lyα Emission-Line Galaxies at z = 3.1 in the Extended Chandra Deep Field-South». The Astrophysical Journal (en inglés) 667 (1): 79-91. ISSN 0004-637X. doi:10.1086/520324. Consultado el 9 de abril de 2019.
- Gawiser, Eric; Dokkum, Pieter G. van; Herrera, David; Maza, Jose; Castander, Francisco J.; Infante, Leopoldo; Lira, Paulina; Quadri, Ryan et al. (2006-1). «The Multiwavelength Survey by Yale-Chile (MUSYC): Survey Design and Deep Public UBVRIz Images and Catalogs of the Extended Hubble Deep Field-South*». The Astrophysical Journal Supplement Series (en inglés) 162 (1): 1-19. ISSN 0067-0049. doi:10.1086/497644. Consultado el 9 de abril de 2019.
- Gawiser, Eric; Francke, Harold; Lai, Kamson; Schawinski, Kevin; Gronwall, Caryl; Ciardullo, Robin; Quadri, Ryan; Orsi, Alvaro et al. (2007-12). «Lyα-Emitting Galaxies at z = 3.1: L* Progenitors Experiencing Rapid Star Formation*». The Astrophysical Journal (en inglés) 671 (1): 278-284. ISSN 0004-637X. doi:10.1086/522955. Consultado el 9 de abril de 2019.